# FBXO32
FBXO32 (англ. F-box protein 32) – білок, який кодується однойменним геном, розташованим у людей на короткому плечі 8-ї хромосоми. Довжина поліпептидного ланцюга білка становить 355 амінокислот, а молекулярна маса — 41 637.
| 10         |  | 20         |  | 30         |  | 40         |  | 50         |
| ---------- |  | ---------- |  | ---------- |  | ---------- |  | ---------- |
| MPFLGQDWRS |  | PGQNWVKTAD |  | GWKRFLDEKS |  | GSFVSDLSSY |  | CNKEVYNKEN |
| LFNSLNYDVA |  | AKKRKKDMLN |  | SKTKTQYFHQ |  | EKWIYVHKGS |  | TKERHGYCTL |
| GEAFNRLDFS |  | TAILDSRRFN |  | YVVRLLELIA |  | KSQLTSLSGI |  | AQKNFMNILE |
| KVVLKVLEDQ |  | QNIRLIRELL |  | QTLYTSLCTL |  | VQRVGKSVLV |  | GNINMWVYRM |
| ETILHWQQQL |  | NNIQITRPAF |  | KGLTFTDLPL |  | CLQLNIMQRL |  | SDGRDLVSLG |
| QAAPDLHVLS |  | EDRLLWKKLC |  | QYHFSERQIR |  | KRLILSDKGQ |  | LDWKKMYFKL |
| VRCYPRKEQY |  | GDTLQLCKHC |  | HILSWKGTDH |  | PCTANNPESC |  | SVSLSPQDFI |
| NLFKF      |  |            |  |            |  |            |  |            |

A: Аланін

C: Цистеїн

D: Аспарагінова кислота

E: Глутамінова кислота

F: Фенілаланін

G: Гліцин

H: Гістидин

I: Ізолейцин

K: Лізин

L: Лейцин

M: Метіонін

N: Аспарагін

P: Пролін

Q: Глутамін

R: Аргінін

S: Серин

T: Треонін

V: Валін

W: Триптофан

Задіяний у таких біологічних процесах, як убіквітинування білків, альтернативний сплайсинг. 
Локалізований у цитоплазмі, ядрі.
Є маркером м'язової атрофії.